# Torre Europarco
Torre CMRC, nota anche come Torre Transit, è un grattacielo sito all'interno dell'eUrban, in zona EUR a Roma, che ospita la sede dell'Ufficio scolastico regionale del Lazio nonché alcuni uffici della Città metropolitana di Roma Capitale. Con un'altezza massima di circa 120 metri è il secondo edificio civile per altezza della città.

## Storia

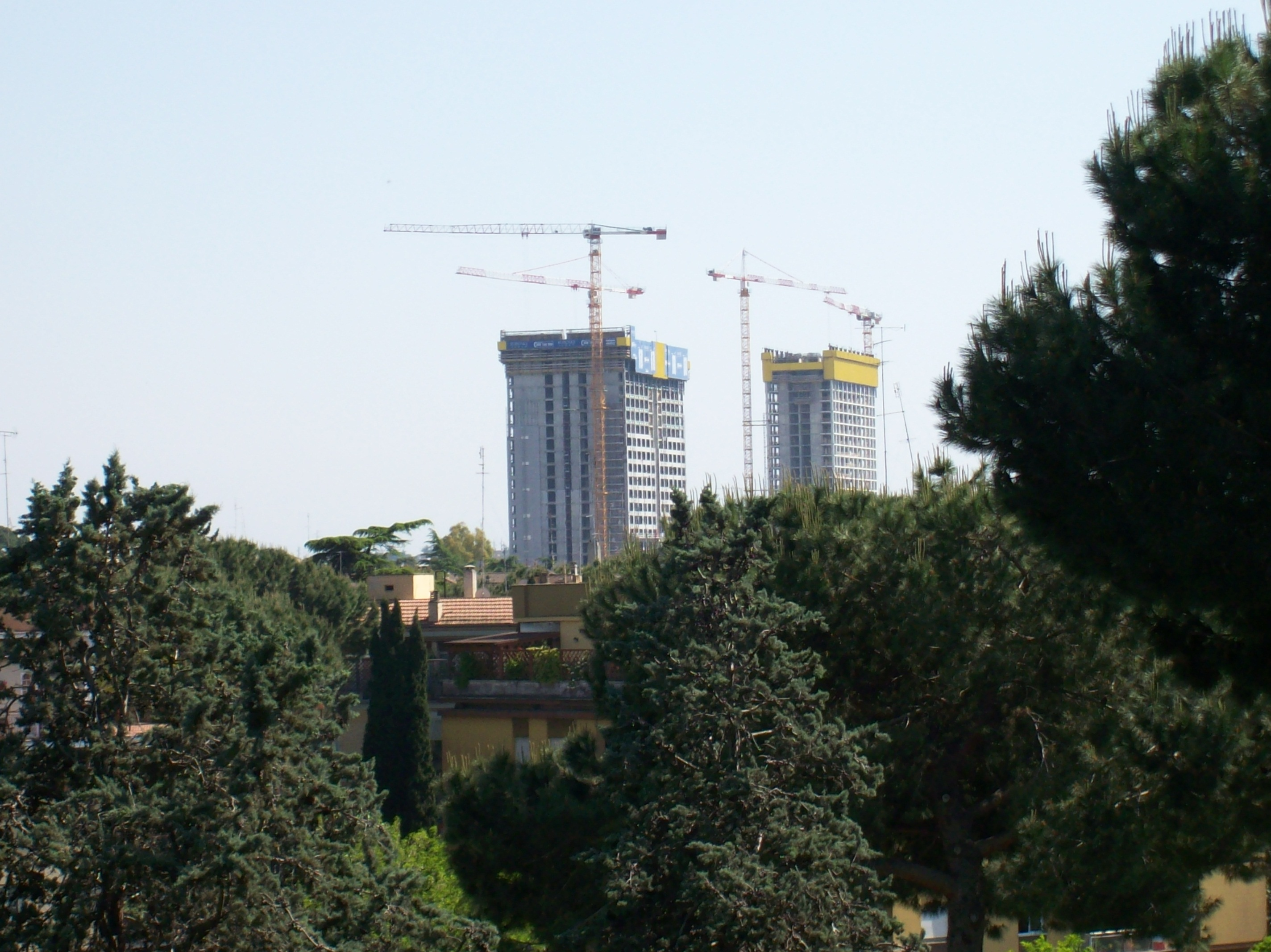
La torre Eurosky in costruzione, alle sue spalle la Torre Europarco

Il progetto per la torre Europarco, disegnato dagli architetti dello Studio Transit, fu presentato insieme a quello dell'intera area dell'Eurosky Business Park, noto anche come Europarco, nel 2006 anche se i primi lavori per la realizzazione dell'edificio iniziarono nel 2010 ad opera del general contractor Parsitalia General Contractor S.r.l. e per conto di Parsitalia Real Estate S.r.l., entrambe società del gruppo Parsitalia.
Nel 2009 la provincia di Roma dispose la creazione di un fondo, costituito da una ventina di immobili di pregio, presso l'istituto bancario BNP Paribas per poter procedere alla stesura di un contratto di locazione con opzione d'acquisto della torre con l'obiettivo di trasferirci la propria sede e i propri uffici, sebbene l'edificio fosse stato inizialmente dichiarato inagibile dai tecnici del Corpo nazionale dei vigili del fuoco.

## Descrizione
La torre si staglia nella parte meridionale dell'Eurosky Business Park accanto alla più alta torre Eurosky, tra cui è posto un palazzo più basso ad uso direzionale. L'edificio si presenta come un parallelepipedo poggiato su un basamento a forma di guscio continuo di colore bianco opaco con dimensioni 20 x 64 metri e un'altezza totale di 120 metri suddivisa per 35 piani di cui due interrati. Il guscio-pianterreno ospita la sala dedicata alle assemblee e un grande atrio oltre che zone dedicate ai bambini che si affacciano sul giardino interno.
La facciata è costituita da una "cellula sandwich" che utilizza profili a taglio metrico perimetrali, una lamiera d'acciaio interna con funzione di barriera al vapore, uno strato isolante di lana minerale ad alta densità e una lamiera esterna come barriera per gli agenti atmosferici ed è arricchita da una trama di profili di alluminio (lega 6063) giustapposti che creano dei volumi lievemente aggettanti verso l'esterno (100 millimetri rispetto alla facciata vitrea). La cellula vetrata è costituita da: un vetro esterno monolitico temperato HST da otto millimetri, una camera d'aria da 20 millimetri e un vetro di sicurezza stratificato interno 55.2 con polivinilbutirrale acustico.